# Örley László
Örley László (Pest, 1856. október 27. – Budapest, 1887. június 12.) zoológus, egyetemi magántanár, a Magyar Nemzeti Múzeum állattári segédőre. Örley János testvérbátyja.

## Élete
Örley János és Grossinger Sarolta fia. 1876-ban elvégezte a bölcseleti tanfolyamot a pesti egyetemen és kiváló hajlamot tanúsítván az állattan iránt, tanársegéd lett az egyetemi állat- és összehasonlító bonctani tanár Margó Tivadar mellett és ezen minőségben öt évig működött. 1878-ban lett bölcseletdoktor. Tanársegédi idejének leteltével állami ösztöndíjjal két évig külföldön tartózkodott, hogy magát az állattanban kiképezhesse. Ebből egy évet Lipcsében Rudolf Leuckart tanár intézetében és egyet Londonban a világhírű biológus, Thomas Henry Huxley mellett töltött; de ugyanekkor jeles szakképzettségénél fogva, miután az angoloknak akkor férgekkel foglalkozó olyan specialistájok nem volt, akire a páratlan gazdagságú British Museum eme állatcsoportjának rendezését bízhatták volna, ezen intézetnél fizetéses szakrendezőként volt alkalmazva. Hazatérve külföldi kiküldetéséből, addig tanúsított rendkívüli tevékenysége méltánylásául és további kiképeztetése végett a közoktatási miniszter Nápolyba küldte az ottani állattani állomáson levő magyar dolgozóasztal elfoglalására, ahol folytatta féregtani tanulmányait, de más tengeri állatok bonc- és fejlődéstani, nemkülönben biológiai és rendszertani viszonyaival is megismerkedett. Onnét hazatérve 1882. november 3-án a Magyar Nemzeti Múzeum állattári segédőrévé és 1883 áprilisában a budapesti egyetemen a helmitológia (bélféregtan) magántanárává nevezteték ki. 1884-ben másodízben kiküldetett egy évre a nápolyi állomásra, ahol nemcsak több érdekes fölfedezéssel gazdagította a tudományt, de dús zsákmánnyal is tért haza. Nagyon értett a természettudomány népszerűsítéséhez, amit a természettudományi társulat estélyén 1885. december 11-jén az állatok színéről tartott előadása is bizonyít. A nápolyi állomás teremtője és vezetője Dohrn tanár Örley szakismeretét annyira kitüntette, hogy az általa kiadott Zoologischer Jahresberichtben a bélférgekről szóló virágirodalom szemléjét reá bízta. De szervezete a túlfeszített munkát nem bírta; idegei megrendültek és az egykori bátor katona, aki elszántsággal nézett szembe a halállal Boszniában, munkaképtelenné lett és erőszakos módon kereste fel az életében nem ismert nyugalmat öngyilkosság által.

## Írásai
Cikkei a Magyar orvosok és természetvizsgálók Munkálataiban (XX. 1879. A belférgek szereplések, keletkezése és elterjedése, különös tekintettel az emberre); a Természettudományi Közlönyben (1889. Gubó mimicry, Szárazföldi örvénykék, Turbellaria, 1880. Madarak májában kóros képződmények, 1882. A disznómájban talált hólyagféregről, Az emberi bélférgekről, A földi giliszták szerepe a húmusz képződésénél, Darwin után, 1883. A zoologiai állomások és az állattani kutatások újabb módszerei, Munkák a korállokról, 1886. Dualizmus a tengeri rákok életében. Az ehető kagylók mérgező hatása, 1887. Hadi hajó az állattan szolgálatában, A tenger mélységeinek életéről, 1888. A bélgilisztának nincsen kis gazdája), a londoni The Annals and Magazin of natural Historyban (1881. On Hairworms in the Collection of the British Museum, egy táblával, 1882. Reparton the Nematodes in the Possession of Natural History, egy táblával, 1884. Notes of some Parasites of Fishes from madras, determined by dr. Örley); a Zoologischer Anzeigerber (1881. Beiträge zur Lumbricinen-Fauna der Balearen); a Természetrajzi Füzetekben (1884. A Serpula-félék légzési viszonyairól, különös tekintettel bőrük festő anyagára, 1885. Adatok a czápa-embryók élettanához, A czápáknak és rájáknak belférgei, 1886. Budapest és környékének alsóbbrangú rákfajai); a Mittheilungen aus der Zoologischen Station zu Neapel cz. munkában (1884. Die Kiemen der Serpulaceen und ihre morphologische Bedeutung; ugyanez: a Zeitschrift f. wiss. Mikroskopie u. f. mikr. Technikben, (1885); a Biologisches Centralblattban (1866-87. Die Rabditiden und ihre medicinische Bedeutung); a Quarterly Zournal of microscopical science-ben (1887. Morphological and Biological Observations on Criodrilus lacuum, Hoffmeist.).

## Munkái
- Adatok a nematodák fejlődéséhez. Budapest, 1878. Kőnyom. táblával. (Bölcseletdoktori értekezés.)
- Az Anguillulidák magánrajza. A királyi magyar term. társulatnak Bugát-féle pályadíját nyerte. 7 táblával. Budapest, 1880. (Különnyomat a Természetrajzi Füzetekből. Ugyanott franciául is).
- A magyarországi Oligochaeták faunája. I. Terricolae. Budapest, 1881. 3 táblával. (Mathem. és term. Közlemények XVI. 5.).
- Rhabditisek magánrajza orvosi és természetrajzi szempontból. Hat rajzzal Budapest, 1885. (A Degenfeld Imre gróf 100 aranyból álló pályadíját nyerte. Mathem és term. Közlemények XXI. 1. szám.)
- A palearktikus övben élő terrikoláknak revisiója és elterjedése. Budapest, 1885. (Természettud. Értekezések XV. 18.).
- Az állatok színéről. Budapest, 1886. (Népszerű természettud. előadások Gyűjteménye. XV. k.).
- A magyarországi pióczák faunája. Budapest, 1887. (Mathem. és term. Közlemények XXII. 2.).